# Gaz respiratoire
Un gaz respirable est un mélange d'éléments chimiques gazeux et de composés utilisés pour la respiration.
L'air est le gaz respiratoire le plus courant et naturel, mais une gamme de gaz purs ou de mélanges de gaz sont utilisés dans les équipements de respiration et les habitats clos comme l'équipement de plongée sous-marine, l'équipement de plongée fourni par la surface, les chambres de recompression, les sous-marins, les costumes spatiaux, les engins spatiaux, le support médical de la vie et l'équipement de premiers soins, l'alpinisme de haute altitude et les machines d'anesthésie,,.
L'oxygène est la composante essentielle pour tout gaz respiratoire, à une pression partielle entre environ 0,16 et 1,60 bar à la pression ambiante. L'oxygène est habituellement le seul composant métaboliquement actif à moins que le gaz soit un mélange anesthésique. Une partie de l'oxygène dans le gaz respiratoire est consommée par les processus métaboliques, et les composants inertes sont inchangés, et servent principalement à diluer l'oxygène à une concentration appropriée, et sont donc également connus sous le nom de gaz diluant. La plupart des gaz respiratoires sont donc un mélange d'oxygène et d'un ou plusieurs gaz inertes,. D'autres gaz respiratoires ont été développés pour améliorer la performance de l'air ordinaire en réduisant le risque de maladie de décompression, en réduisant la durée des arrêts de décompression, en réduisant la narcose à l'azote ou en permettant les plongées profondes plus sûres,.
Un gaz respiratoire sûr pour l'utilisation hyperbare a trois caractéristiques essentielles :
- il doit contenir suffisamment d'oxygène pour soutenir la vie, la conscience et le taux de travail de la personne[1],[2],[3] ;
- il ne doit pas contenir de gaz nocifs. Le monoxyde de carbone et le dioxyde de carbone sont des poisons courants qui peuvent contaminer les gaz respiratoires. Il y a beaucoup d'autres possibilités[1],[2],[3] ;
- il ne doit pas devenir toxique lorsqu'on le respire à haute pression, par exemple sous l'eau. L'oxygène et l'azote sont des exemples de gaz qui deviennent toxiques sous la pression[1],[2],[3].

Les techniques utilisées pour remplir les bouteilles de plongée avec des gaz autres que l'air sont appelées mélange gazeux ,.
Les gaz de respiration utilisés à des pressions ambiantes inférieures à la pression atmosphérique normale sont habituellement enrichis en air avec de l'oxygène pour fournir suffisamment d'oxygène pour maintenir la vie et la conscience, ou pour permettre des niveaux d'effort plus élevés que ce qui serait possible en utilisant de l'air. Il est fréquent de fournir de l'oxygène supplémentaire en tant que gaz pur ajouté à l'air respiré lors de l'inhalation, ou bien si un système de support de vie.

## Gaz respiratoires en plongée
Ces gaz respiratoires communs en plongée communs sont utilisés :
- l'air est un mélange de 21 % d'oxygène, 78 % d'azote et environ 1 % d'autres gaz à l'état de traces, principalement de l'argon. Pour simplifier les calculs, ce dernier 1 % est habituellement traité comme s'il s'agissait d'azote. Étant bon marché et simple à utiliser, il est le gaz de plongée le plus commun[1],[2],[3]. Comme sa composante azotée provoque la narcose à l'azote, on fixe une limite d'évolution en plongée liée à la pression partielle de l'azote. Cette limite peut être différente selon les pays et les types de plongées. En France, elle est fixée à 60 m dans le monde du loisir[6] et à 50 m dans le monde professionnel[7]. Dans d'autres pays, une limite inférieure est parfois retenue, de l'ordre de 40 m en plongée de loisir[1],[3],[8] ;
- l'oxygène pur est principalement utilisé pour accélérer les arrêts peu profonds de décompression à la fin d'une plongée militaire, commerciale ou technique et n'est sécuritaire que jusqu'à une profondeur de 6 mètres (profondeur maximum d'utilisation) avant que la toxicité de l'oxygène ne s'installe[1],[2],[3],[8]. Il est utilisé pour les plongées avec recycleurs[2],[8],[9],[10] ;
- le Nitrox est un mélange d'oxygène et d'air, et se réfère généralement à des mélanges qui ont plus de 21 % d'oxygène. Il peut être utilisé comme un outil pour accélérer les arrêts de décompression dans l'eau ou pour diminuer le risque d'accident de décompression et prolonger ainsi une plongée (une idée fausse commune est que le plongeur peut aller plus profond, ce n'est pas vrai en raison d'une profondeur de fonctionnement maximale moins profonde qu'à l'air conventionnel)[1],[2],[3],[11] ;
- le Trimix est un mélange d'oxygène, d'azote et d'hélium et est souvent utilisé en profondeur dans la plongée technique et la plongée commerciale à la place de l'air pour réduire la narcose à l'azote et pour éviter les dangers de la toxicité de l'oxygène[1],[2],[3],[12] ;
- l'héliox est un mélange d'oxygène et d'hélium et est souvent utilisé dans la phase profonde d'une plongée profonde commerciale pour éliminer la narcose à l'azote[1],[2],[3],[12] ;
- l'Héliair est une forme de trimix qui est facilement mélangé de l'hélium et de l'air sans utiliser l'oxygène pur. Il a toujours un rapport 21:79 de l'oxygène à l'azote, le reste du mélange est l'hélium[3],[13] ;
- l'Hydreliox est un mélange d'oxygène, d'hélium et d'hydrogène et est utilisé pour les plongées en dessous de 130 mètres dans la plongée commerciale[1],[3],[12],[14],[15] ;
- l'Hydrox, un mélange gazeux d'hydrogène et d'oxygène, est utilisé comme un gaz respiratoire dans la plongée très profonde[1],[3],[12],[14],[16] ;
- le Néox (également appelé néonox) est un mélange d'oxygène et de néon parfois utilisé dans la plongée commerciale profonde. Il est rarement utilisé en raison de son coût. En outre, les symptômes des accidents de décompression produits par le néon (« coudes de neox ») ont une mauvaise réputation, étant largement rapportés pour être plus sévères que ceux produits par une table de plongée exactement équivalente et se mélangent avec l'hélium[1],[3],[12],[17].

## Composants individuels des gaz respiratoires

### Oxygène
L'oxygène (O2) doit être présent dans chaque gaz respiratoire,,. C'est parce qu'il est essentiel au processus métabolique du corps humain, qui soutient la vie. Le corps humain ne peut stocker l'oxygène pour une utilisation ultérieure comme il le fait avec la nourriture. Si le corps est privé d'oxygène pendant plus de quelques minutes, cela peut provoquer l'inconscience et la mort. Les tissus et organes du corps (notamment le cœur et le cerveau) sont endommagés s'ils sont privés d'oxygène pendant plus de quatre minutes.
Remplir une bouteille de plongée avec de l'oxygène pur coûte environ cinq fois plus que de le remplir d'air comprimé. Comme l'oxygène favorise la combustion et provoque la rouille dans les bouteilles de plongée, il doit être manipulé avec précaution lors du mélange de gaz,.
L'oxygène a été historiquement obtenu par distillation fractionnée de l'air liquide, mais il est de plus en plus obtenu par des technologies non cryogéniques telles que l'adsorption par inversion de pression (PSA ou Pressure Swing Adsorption) et l'adsorption par oscillation sous vide (VPSA ou Vacuum Pressure Swing Adsorption).

#### Fraction de l'oxygène
La fraction de la composante oxygène d'un mélange de gaz respiratoire est parfois utilisée pour nommer le mélange :
- les mélanges hypoxiques contiennent strictement moins de 21 % d'oxygène bien que l'on utilise souvent une limite de 16 % et sont conçus uniquement pour être respirés en profondeur sous la forme d'un «gaz de fond» où la pression plus élevée augmente la pression partielle d'oxygène vers un niveau de sécurité[1],[2],[3]. Le Trimix, l'Héliox et l'Héliair sont des mélanges de gaz couramment utilisés pour les mélanges hypoxiques et sont utilisés dans la plongée professionnelle et technique comme les gaz respiratoires profonds[1],[3] ;
- les mélanges normoxiques ont la même proportion d'oxygène que l'air, 21 %[1],[3]. La profondeur maximale de fonctionnement d'un mélange normoxique pourrait être aussi profond que 47 mètres. Le Trimix avec entre 17 % et 21 % d'oxygène est souvent décrit comme normoxique parce qu'il contient une proportion suffisante d'oxygène pour être sûr de respirer à la surface ;
- les mélanges hyperoxiques contiennent plus de 21 % d'oxygène. L'air enrichi Nitrox (EANx) est un gaz respiratoire hyperoxique typique[1],[3],[11]. Les mélanges d'hyperoxiques, par rapport à l'air, causent la toxicité de l'oxygène à des profondeurs moins profondes mais peuvent être utilisés pour raccourcir des paliers de décompression en dessin des gaz inertes dissous hors du corps plus rapidement[8],[11].

La fraction de l'oxygène détermine la plus grande profondeur à laquelle le mélange peut être utilisé en toute sécurité pour éviter la toxicité de l'oxygène. Cette profondeur est appelée profondeur maximum d'utilisation,,,.

#### Pression partielle de l'oxygène
La concentration d'oxygène dans un mélange gazeux dépend de la fraction et de la pression du mélange. Il est exprimé par la pression partielle d'oxygène (ppO2),,,.
La pression partielle de tout gaz composant dans un mélange est calculée comme suit :
Pression partielle = pression absolue totale × fraction volumique de la composante gazeuse
Pour la composante oxygène,

PpO² = P × FO² 

où: 

PpO² = pression partielle d'oxygène 

P = pression totale 

FO² = fraction volumique de la teneur en oxygène 

La pression partielle minimale d'oxygène dans un gaz respiratoire est généralement de 16 kPa (0,16 bar). En dessous de cette pression partielle, le plongeur risque de perdre connaissance et de mourir en raison de l'hypoxie, en fonction de facteurs tels que la physiologie individuelle et le niveau d'effort. Lorsqu'un mélange hypoxique est insufflé dans l'eau peu profonde, il peut ne pas avoir une PpO² suffisamment élevée pour garder le plongeur conscient. Pour cette raison, les «gaz de voyage» (travel gaz) normoxiques ou hyperoxiques sont utilisés à une profondeur moyenne entre les phases « de fond » et « de décompression » de la plongée.
Le maximum de sécurité PpO² dans un gaz respiratoire dépend du temps d'exposition, du niveau d'exercice et de la sécurité de l'équipement respiratoire utilisé. Il est typiquement entre 100 kPa (1 bar) et 160 kPa (1,6 bar). Pour les plongées de moins de trois heures, il est communément considéré comme étant de 140 kPa (1,4 bar), bien que l'US Navy ait été autorisé à plonger avec une PpO² de 180 kPa (1,8 bar),,,,. Pour des expositions élevées de PpO² ou plus, le plongeur risque de présenter une toxicité à l'oxygène qui peut entraîner une crise,. Chaque gaz respirable a une profondeur de fonctionnement maximale qui est déterminée par sa teneur en oxygène,,,,. Pour la recompression thérapeutique et l'oxygénothérapie hyperbare, des pressions partielles de 2,8 bars sont couramment utilisées dans la chambre, mais il n'y a pas de risque de noyade si l'occupant perd conscience.
Les analyseurs d'oxygène sont utilisés pour mesurer la PpO² dans le mélange de gaz.

### Divox
« Divox » est l'oxygène. Aux Pays-Bas, l'oxygène pur pour la respiration est considéré comme un médicament par opposition à l'oxygène industriel, comme celui utilisé dans la soudure, et est uniquement disponible sur prescription médicale. L'industrie de la plongée a enregistré le Divox comme marque de commerce pour respirer de l'oxygène de qualité pour contourner les règles strictes concernant l'oxygène médicinal, ce qui rend plus facile pour les plongeurs (récréatifs) d'obtenir de l'oxygène pour mélanger leur gaz respiratoire. Dans la plupart des pays, il n'y a aucune différence de pureté dans l'oxygène médical et l'oxygène industriel, car ils sont produits par exactement les mêmes méthodes et fabricants, mais étiquetés et embouteillés différemment. La principale différence entre eux est que la piste de garde papier est beaucoup plus étendue pour l'oxygène médical, afin d'identifier plus facilement la trace de fabrication exacte d'un « lot » ou d'un lot d'oxygène, au cas où des problèmes de pureté seraient découverts. L'oxygène de qualité aviation est semblable à l'oxygène médical, mais peut avoir une teneur en humidité plus faible.

### Azote
L'azote (N2) est un gaz diatomique et la principale composante de l'air, le gaz respiratoire le moins cher et le plus commun utilisé pour la plongée. Il cause la narcose à l'azote dans le plongeur, ainsi son utilisation est limitée aux plongées moins profondes. L'azote peut causer la maladie de décompression,,,.
La profondeur équivalente air est utilisée pour estimer les besoins de décompression d'un mélange nitrox (oxygène/azote).
La profondeur narcotique équivalente est utilisée pour estimer la puissance narcotique du trimix (mélange oxygène/hélium/azote). Beaucoup de plongeurs constatent que le niveau de la narcose causée par une plongée de 30 m, tout en respirant l'air, est un maximum confortable,,,,.
L'azote dans un mélange de gaz est presque toujours obtenu en ajoutant de l'air au mélange.

### Hélium
L'hélium (He) est un gaz inerte qui est moins narcotique que l'azote à pression équivalente (en fait il n'y a aucune preuve de narcose de l'hélium du tout), il est donc plus approprié pour les plongées plus profondes que l'azote. L'hélium est également capable de causer la maladie de décompression. À des pressions élevées, l'hélium provoque également le syndrome nerveux des hautes pressions, qui est un syndrome d'irritation du système nerveux central qui est en quelque sorte opposé à la narcose,,,.
Les remplissages d'hélium coûtent généralement dix fois plus qu'un remplissage d'air équivalent.
L'hélium n'est pas très approprié pour l'inflation de la combinaison sèche en raison de ses mauvaises propriétés d'isolation thermique — l'hélium est un très bon conducteur de la chaleur (par rapport à l'air). La faible masse molaire de l'hélium (4 g/mol, comparée au diazote (28 g/mol) et au dioxygène (32 g/mol) augmente le timbre de la voix du plongeur, ce qui peut entraver la communication,,. Cela est dû au fait que la vitesse du son est plus rapide dans un gaz de poids moléculaire inférieur, ce qui augmente la fréquence de résonance des cordes vocales,. L'hélium s'échappe plus facilement des vannes endommagées ou défectueuses que les autres gaz, car les atomes d'hélium sont plus petits, ce qui leur permet de traverser de plus petites fentes dans les joints.
L'hélium ne se trouve en quantités significatives que dans le gaz naturel, d'où il est extrait à basse température par distillation fractionnée.

### Néon
Le néon (Ne) est un gaz inerte parfois utilisé dans la plongée commerciale profonde mais qui est très coûteux,,,. Comme l'hélium, il est moins narcotique que l'azote, mais contrairement à l'hélium, il ne déforme pas la voix du plongeur.

### Hydrogène
L'hydrogène (H2) a été utilisé dans les mélanges de gaz de plongée profonde, mais il est très explosif lorsqu'il est mélangé avec plus de 4 à 5 % d'oxygène (tel que l'oxygène dans le gaz respiratoire),,,. Cela limite l'utilisation de l'hydrogène dans les plongées profondes et impose des protocoles compliqués pour s'assurer que l'excès d'oxygène est éliminé de l'équipement respiratoire avant que l'hydrogène ne commence à être respirer. Comme l'hélium, il élève le timbre de la voix du plongeur. Le mélange d'hydrogène et d'oxygène lorsqu'il est utilisé comme gaz de plongée est parfois appelé Hydrox. Des mélanges contenant à la fois l'hydrogène et l'hélium comme diluants sont appelés Hydreliox.

## Composants indésirables des gaz respiratoires
De nombreux gaz ne sont pas appropriés pour l'utilisation dans les gaz respiratoires de plongée,.
Voici une liste incomplète des gaz communément présents dans un environnement de plongée :

### Argon
L'argon (Ar) est un gaz inerte qui est plus narcotique que l'azote, ce qui n'est généralement pas approprié comme un gaz respiratoire de plongée. L'Argox est utilisé pour la recherche de décompression,,,. Il est parfois utilisé pour le gonflage des vêtements secs par des plongeurs dont le gaz respiratoire primaire est à base d'hélium, en raison des bonnes propriétés d'isolation thermique de l'argon. L'argon est plus cher que l'air ou l'oxygène, mais beaucoup moins cher que l'hélium.

### Dioxyde de carbone
Le dioxyde de carbone (CO2) est produit par le métabolisme dans le corps humain et peut causer l'empoisonnement de dioxyde de carbone,,. Lorsque le gaz respiratoire est recyclé dans un système de recycleur, le dioxyde de carbone est éliminé par des épurateurs avant que le gaz ne soit réutilisé.

### Monoxyde de carbone
Le monoxyde de carbone (CO) est produit par combustion incomplète,,,. Voir l'intoxication au monoxyde de carbone.
Quatre sources communes sont :
- gaz d'échappement du moteur à combustion interne contenant du CO dans l'air aspiré dans un compresseur d'air de plongée. Le CO dans l'air d'admission ne peut être arrêté par aucun filtre. Les échappements de tous les moteurs à combustion interne fonctionnant avec des carburants pétroliers contiennent du CO, ce qui constitue un problème particulier pour les bateaux, où l'admission du compresseur ne peut pas être déplacée arbitrairement au niveau souhaité par les échappements du moteur et du compresseur ;
- le chauffage des lubrifiants à l'intérieur du compresseur peut les vaporiser suffisamment pour être disponibles à une prise d'air du système d'admission ou d'admission du compresseur ;
- dans certains cas, l'huile lubrifiante d'hydrocarbures peut être aspirée dans le cylindre du compresseur directement par les joints endommagés ou usés, et l'huile peut (et habituellement) subira alors la combustion, en étant allumée par le taux de compression immense et la montée subséquente de température. Étant donné que les huiles lourdes ne brûlent pas bien — surtout lorsqu'elles ne sont pas atomisées correctement — la combustion incomplète se traduira par la production de monoxyde de carbone ;
- on pense qu'un processus similaire peut se produire à n'importe quel matériau particulaire, qui contient de la matière « organique » (contenant du carbone), en particulier dans des cylindres qui sont utilisés pour des mélanges de gaz hyperoxique. Si le(s) filtre(s) d'air du compresseur échouent, de la poussière ordinaire sera introduite dans le cylindre, qui contient de la matière organique (car elle contient habituellement de l'humus). Un danger plus grave est que les particules d'air dans les bateaux et les zones industrielles, où les bouteilles sont remplies, contiennent souvent des produits de combustion de particules de carbone (ce qui rend un chiffon noir de saleté) et qui représentent un danger de CO plus grave lorsqu'ils sont introduits dans un cylindre.

### Hydrocarbures
Les hydrocarbures (CxHy) sont présents dans les lubrifiants et les carburants des compresseurs. Ils peuvent pénétrer dans les bouteilles de plongée à la suite d'une contamination, de fuites ou d'une combustion incomplète près de la prise d'air,,,,.
- Ils peuvent agir comme un combustible dans la combustion augmentant le risque d'explosion, en particulier dans les mélanges de gaz oxygène élevé.
- L'inhalation de brouillard d'huile peut endommager les poumons et, en fin de compte, provoquer une dégénérescence des poumons avec une grave pneumonie lipidique ou un emphysème.

## Teneur en humidité
Le procédé de compression du gaz dans une bouteille de plongée élimine l'humidité du gaz,. Ceci est bon pour la prévention de la corrosion dans la bouteille de plongée, mais signifie que le plongeur inhale du gaz très sec. Le gaz sec extrait l'humidité des poumons du plongeur tout en contribuant à la déshydratation, qui est également considéré comme un facteur prédisposant de risque de maladie de décompression. Il est également inconfortable, causant une bouche sèche et la gorge et de rendre le plongeur assoiffé. Ce problème est réduit dans les recycleurs car la réaction de la chaux sodée, qui élimine le dioxyde de carbone, ramène également l'humidité dans le gaz respiratoire. Dans les climats chauds, la plongée en circuit ouvert peut accélérer l'épuisement dû à la déshydratation. Une autre préoccupation concernant la teneur en humidité est la tendance de l'humidité à se condenser lorsque le gaz est décomprimé en passant à travers le détendeur de plongée ; cela avec une réduction extrême de la température, également en raison de la décompression peut provoquer l'humidité se solidifier comme de la glace. Ce givrage dans un détendeur peut provoquer la cassure des pièces mobiles ou le passage à l'air libre de l'écoulement de l'air, donc une vidange rapide de la bouteille. C'est pour cette raison que les détendeurs de plongée sont généralement construits en laiton, et chromés (pour la protection). Le laiton, avec ses bonnes propriétés thermo-conductrices, conduit rapidement la chaleur de l'eau environnante à l'air frais décompressé, aidant à empêcher le givrage.

## Détection et mesure de gaz
Les plongeurs trouvent difficile de détecter la plupart des gaz qui sont susceptibles d'être présents dans les bouteilles de plongée parce qu'ils sont incolores, inodores et insipides. Des capteurs électroniques existent pour certains gaz, tels que des analyseurs d'oxygène, des analyseurs d'hélium, des détecteurs de monoxyde de carbone et des détecteurs de dioxyde de carbone,,. Les analyseurs d'oxygène sont généralement utilisés sous l'eau dans les recycleurs. Les analyseurs d'oxygène et d'hélium sont souvent utilisés à la surface pendant le mélange des gaz pour déterminer le pourcentage d'oxygène ou d'hélium dans un mélange de gaz respiratoire. Les méthodes chimiques et autres types de méthodes de détection des gaz ne sont pas souvent utilisées dans la plongée récréative, mais sont utilisées pour des essais périodiques de qualité de l'air comprimé des compresseurs d'air de plongée.